# Escola Profissional Feminina

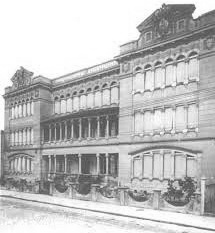
Antiga foto da Escola Profissional Feminina, por volta da década de 1930.

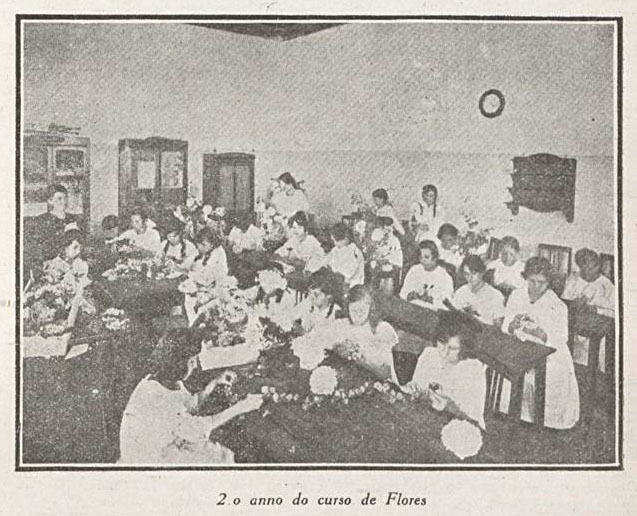
Alunas do curso de flores da Escola Profissional Feminina de São Paulo. Fonte: Revista Feminina, novembro de 1919.

A Escola Profissional Feminina foi uma instituição educacional voltado exclusivamente para mulheres, criada pelo Governo do Estado de São Paulo por meio do Decreto nº 2118-B publicado em 28 de setembro de 1911. Hoje, o seu prédio abriga a ETEC Carlos Campos.

## História
A instituição se instalou inicialmente em um antigo sobrado onde, anteriormente, funcionava o Colégio Azevedo Soares na Rua Monsenhor de Andrade. O sobrado do colégio foi demolido e em seu lugar foi construído o edifício da Escola Profissional Feminina, que existe até hoje, à altura do número 798 da mesma rua.
Começou suas atividades letivas no dia 11 de dezembro de 1911 com um número limitado de funcionários que, de acordo com os Anuários de Ensino do Estado de São Paulo, eram: o diretor e seu assistente, um zelador, três serventes, cinco professores e cinco auxiliares de oficina. Em 1919, a Escola contava com seis professores e oito auxiliares responsáveis pelas 12 oficinas existentes, além de dois professores de desenho artístico e desenho profissional. Nesse ano, a escola contava com 600 alunas.

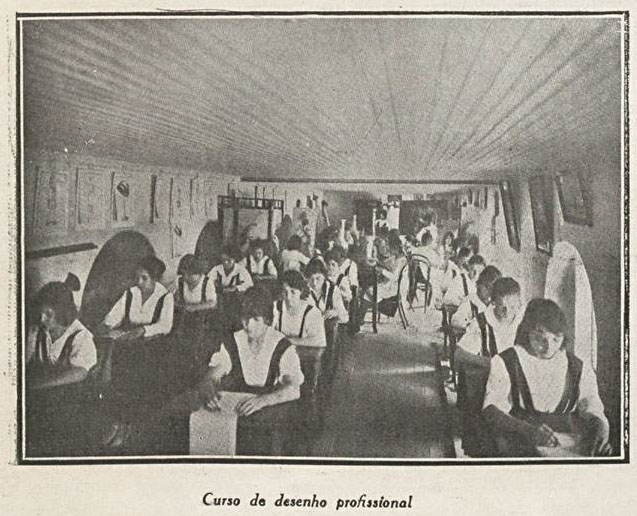
Alunas do curso de desenho profissional da Escola Profissional Feminina de São Paulo. Fonte: Revista Feminina, novembro de 1919.

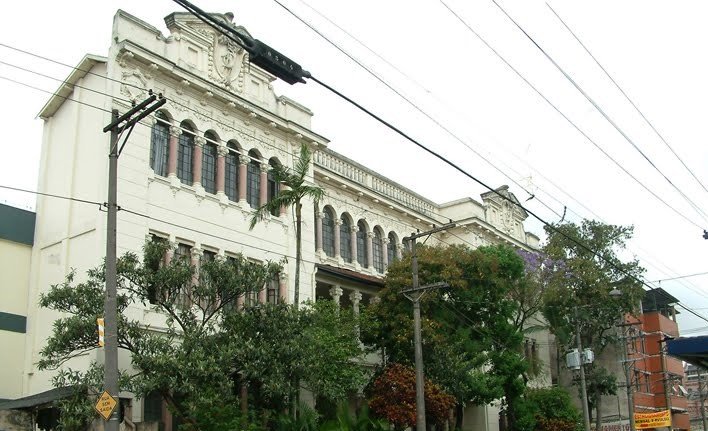
ETEC Carlos de Campos

No início, as alunas recebiam aulas teóricas de português, aritmética, geografia, desenho geométrico, educação doméstica e dietética além de participarem das atividades práticas nas oficinas, como confecção, que fornecia aprendizagem geral de costura, seguida pela de rendas e bordados de flores e chapéus. Com o tempo, a escola deixou de ensinar apenas mulheres e passou a lecionar para ambos os sexos, atendendo as novas necessidades profissionais e educacionais.
A Escola já se chamou Escola Profissional Feminina (1911), Escola Profissional Feminina Carlos de Campos (1927) Escola Normal Feminina de Artes e Ofícios (1931), Instituto Profissional Feminino (1933), Escola Industrial Carlos de Campos (1945), Escola Técnica Carlos de Campos (1952), Colégio de Economia Doméstica e Artes Aplicadas Estadual Carlos de Campos (1962), Centro Estadual Interescolar Carlos de Campos (1979), Escola Técnica de Segundo Grau “Carlos de Campos” e por último, Escola Técnica Estadual (ETE) “Carlos de Campos” (1994), quando foi incorporada à rede de ensino do Centro Paula Souza.

## Tombamento
Em 2002, o Conselho de Defesa do Patrimônio Histórico (Condephaat) decidiu pelo tombamento da edificação da Escola Profissional Feminina, atual ETEC Carlos Campos. O processo de tombamento foi motivado pelo fato de o edifício fazer parte do conjunto de 126 escolas públicas construídas pelo Governo do Estado de São Paulo entre 1890 e 1930, instituições estas que compartilharam significados culturais, históricos, arquitetônicos e educacionais durante a Primeira República.